# Pedro Riario
Pedro Riario (en italiano, Pietro Riario) (Savona, 30 de abril de 1445 - Roma, 5 de enero de 1474) fue un religioso franciscano italiano, obispo y cardenal, nepote de Sixto IV.

## Biografía

### Familia y primeros años
Hijo de Paolo Riario y de Bianca della Rovere, Pietro Riario fue, por su madre, sobrino de Francesco della Rovere, después papa Sixto IV.  Tuvo al menos tres hermanos: Girolamo, Violante y Petruccia.
La relación entre tío y sobrino comenzó cuando el primero era todavía un simple fraile franciscano que oficiaba como preceptor del segundo.   Cuando a los doce años Pietro quedó huérfano, su tío le llevó con él por las ciudades italianas donde ejercía como lector:  Pavía, Padua, Venecia, Bolonia, Siena y Ferrara, y le animó a profesar en la orden franciscana.  Cuando en 1467 Francesco fue creado cardenal, ambos se establecieron en Roma.

### Su ascenso fulgurante
En 1471 murió el papa Pablo II, y en el cónclave que siguió Pietro ofició como conclavista de su tío Francesco.   El cardenal Basilio Besarión partía como favorito, los cardenales Estouteville, Borgia, Gonzaga y Orsini se disputaban con el primero el trono de San Pedro, pero los hábiles manejos de Pietro entre los asistentes consiguieron que finalmente fuera su tío quien salió elegido papa, en lo que algunos han tachado de una elección cercana a la simonía.
En el consistorio de diciembre de ese mismo año Pietro y su primo Giuliano fueron creados cardenales, entre las protestas del Colegio cardenalicio por la juventud e inexperiencia de los nuevos purpurados y el nepotismo del papa. Pietro recibió el título de San Sisto.
A partir de ese momento Pietro empezó a acumular rápidamente cargos y beneficios eclesiásticos: obispo de Treviso, arzobispo de Florencia, patriarca de Constantinopla, administrador apostólico de las diócesis de Valence y Die, Sevilla, Mende y Split (según algunos autores, también de Senigallia), protector de los minoritas y abad comendatario de varios monasterios.
Sin embargo su vida en Roma estuvo lejos de lo que por su condición clerical se le supondría.   En la flor de la juventud, repentinamente ensalzado de ser un humilde fraile a cardenal y mano derecha del papa ("se decía que era un segundo pontífice"), y con unas rentas estimadas en 60.000 ducados, en los siguientes dos años dio "un ejemplo elocuente de la vanidad de la humana grandeza".  Cortés, ingenioso, hábil en el manejo de los negocios, ambicioso pero magnánimo, deslumbró a Roma y a Italia entera con su afición por el lujo;  especialmente fastuosas fueron las fiestas que organizó en honor de la princesa Leonor, hija del rey de Nápoles Ferrante I, cuando pasó por Roma de camino a su boda con el duque de Ferrara Hércules I de Este.
"Se puede decir que tuvo a Roma en fiesta continua durante los dos años que gobernó".
En el verano de 1473 comenzó un viaje por toda Italia como legado pontificio.  Tras pasar por Spoleto,  Perugia y Gubbio, donde intentó infructuosamente poner paz a las disputas habidas por el gobierno de estas ciudades, llegó a Florencia para tomar posesión de su arzobispado.  Más fructífera fue su visita en septiembre al Ducado de Milán: el duque Galeazzo María Sforza había tomado la ciudad de Imola a Taddeo Manfredi y planeaba venderla a Lorenzo de Médici, pero receloso del dominio florentino en la Romaña, por comisión del papa Pietro consiguió convencerle de que en su lugar la vendiera a los Estados Pontificios. Su hermano Girolamo fue nombrado signore de Imola y se pactó su boda con Caterina Sforza, hija del duque.  Todavía viajó hasta la República de Venecia hasta que a finales de octubre se hallaba nuevamente en Roma junto al papa.

### Su repentina muerte
A finales de 1473 cayó enfermo de una violenta fiebre que le llevó a la muerte en enero del año siguiente a los veintiocho años de edad.  Se rumoreó que había sido envenenado, quizás por los venecianos, celosos de sus buenas relaciones con los milaneses, aunque es más verosímil que fuera por exceso de placeres "víctima de sus desórdenes".

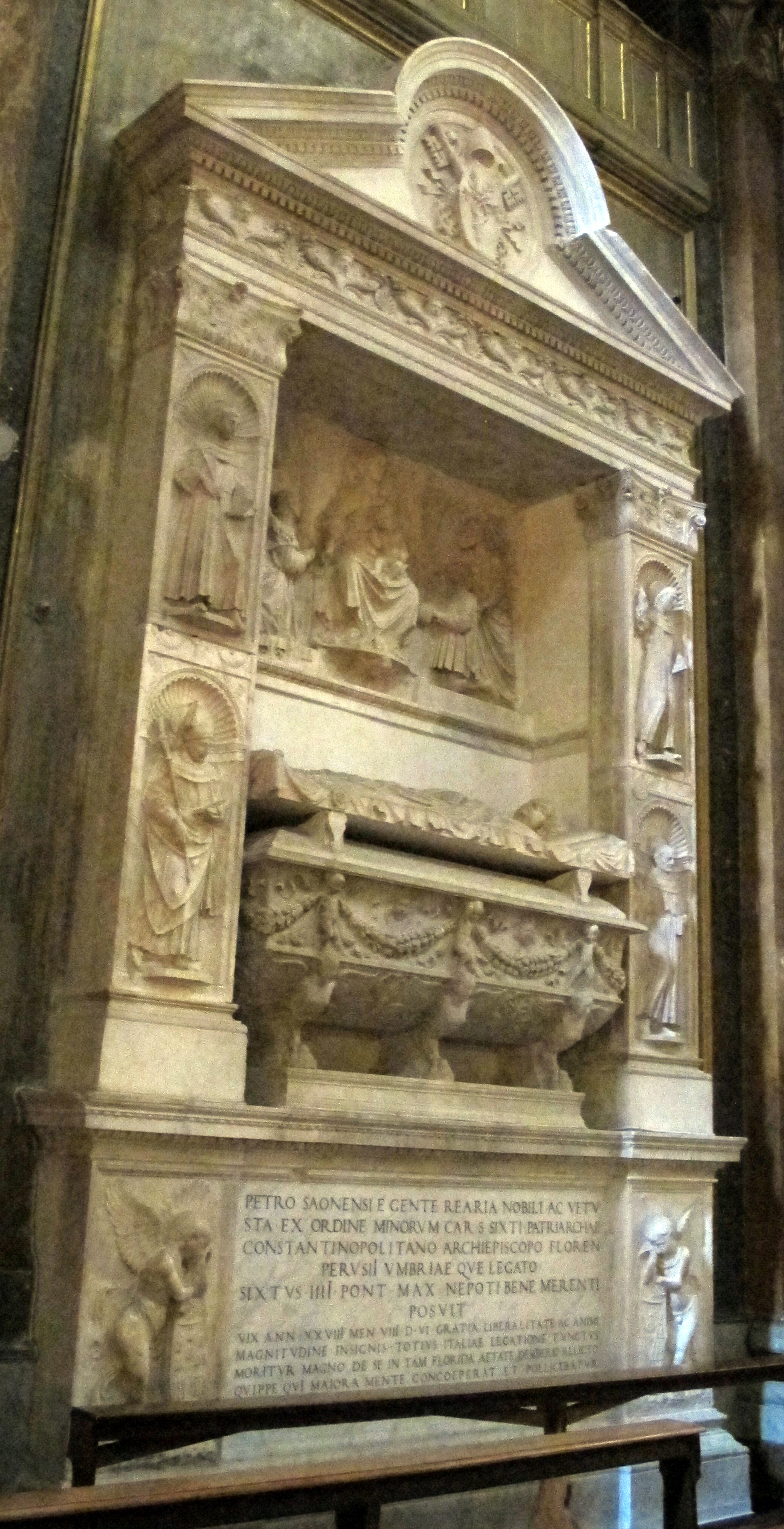
Sepultura del cardenal Riario en los Santos Apóstoles de Roma.

Fue sepultado en el presbiterio de la basílica de los Santos Apóstoles, donde Sixto IV mandó erigir un fastuoso mausoleo atribuido a Mino da Fiesole y Andrea Bregno.
Por voluntad del papa, sus bienes muebles, tasados en 300.000 ducados, pasaron a su hermano Girolamo.  Su carrera eclesiástica continuó en gran medida en la persona de su sobrino Rafael Riario, hijo de su hermana Violante, que en 1477 fue creado cardenal con apenas diecisiete años.